# Melanchthonkirche (Freiburg im Breisgau)

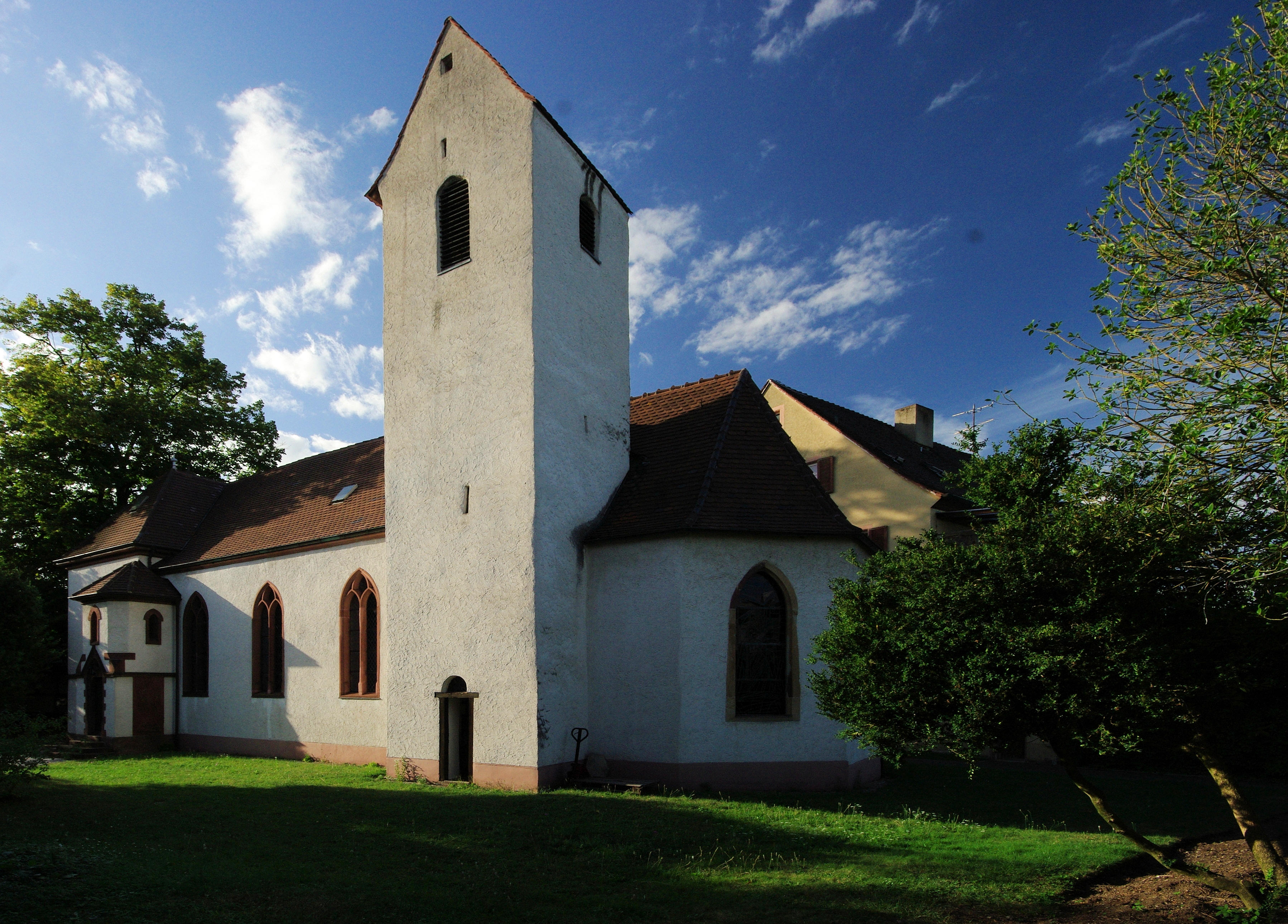
Melanchtonkirche Freiburg

Die Melanchthonkirche ist eine evangelische Kirche im Freiburger Stadtteil Haslach. Sie ist die Kirche des Predigtbezirks Melanchton der Evangelischen Pfarrgemeinde Südwest in Freiburg und gehört zu den verlässlich geöffneten Kirchen.

## Geschichte
Die erste Erwähnung einer Kirchengemeinde an diesem Ort findet sich im Jahre 1261. Die ursprünglich katholische Kirche war St. Gallus geweiht. Ab 1329 gehörte sie zum Kloster der Augustiner-Chorherren St. Märgen. In der Reformation gehörten sowohl das Dorf als auch die Kirche den Markgrafen von Baden-Durlach, die 1556 lutherisch wurden. Die Kirche wurde damals immer nur als „Kirche in Haslach“ benannt ohne einen Patron zu kennen. Durch zwei Urkunden aus den Jahren 1493 und 1515 ist ein Patrozinium belegt, die Urkunden wurden im 20. Jahrhundert wiedergefunden. Die Kirche bekam ihren jetzigen Namen Melanchtonkirche nach dem Philosophen und Theologen Philipp Melanchthon, als sich die Kirchengemeinde im April 1922 der evangelischen Gesamtkirchengemeinde Freiburg anschloss.

## Beschreibung

### Äußeres
Der Kirchenbau ist romanisch und gotisch. Den Haupteingang bildet ein spätgotisches Portal, der Chor stammt aus dem 14. Jahrhundert.
Ältester Gebäudeteil ist der spätromanische Kirchturm, der aus der gleichen Zeit stammt wie der Freiburger Münsterturm. Der viereckige Turm mit Satteldach und Rundbogen-Schallöffnungen im oberen Teil ist der älteste noch erhaltene Dorfkirchturm Freiburgs. Er enthält drei Kirchenglocken aus Bronze die von der Karlsruher Glockengießerei Bachert gegossen wurden.

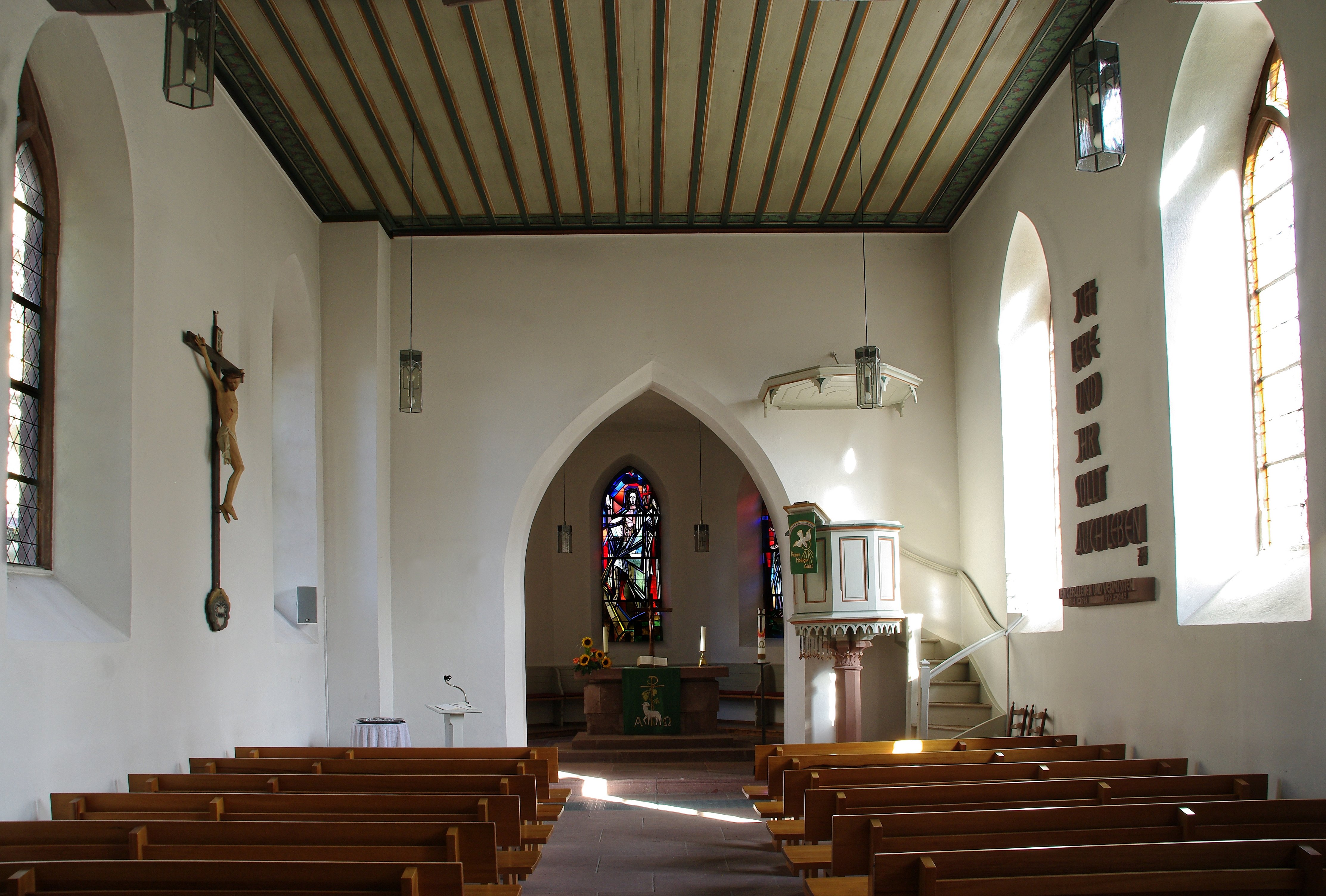
Blick zum Altar

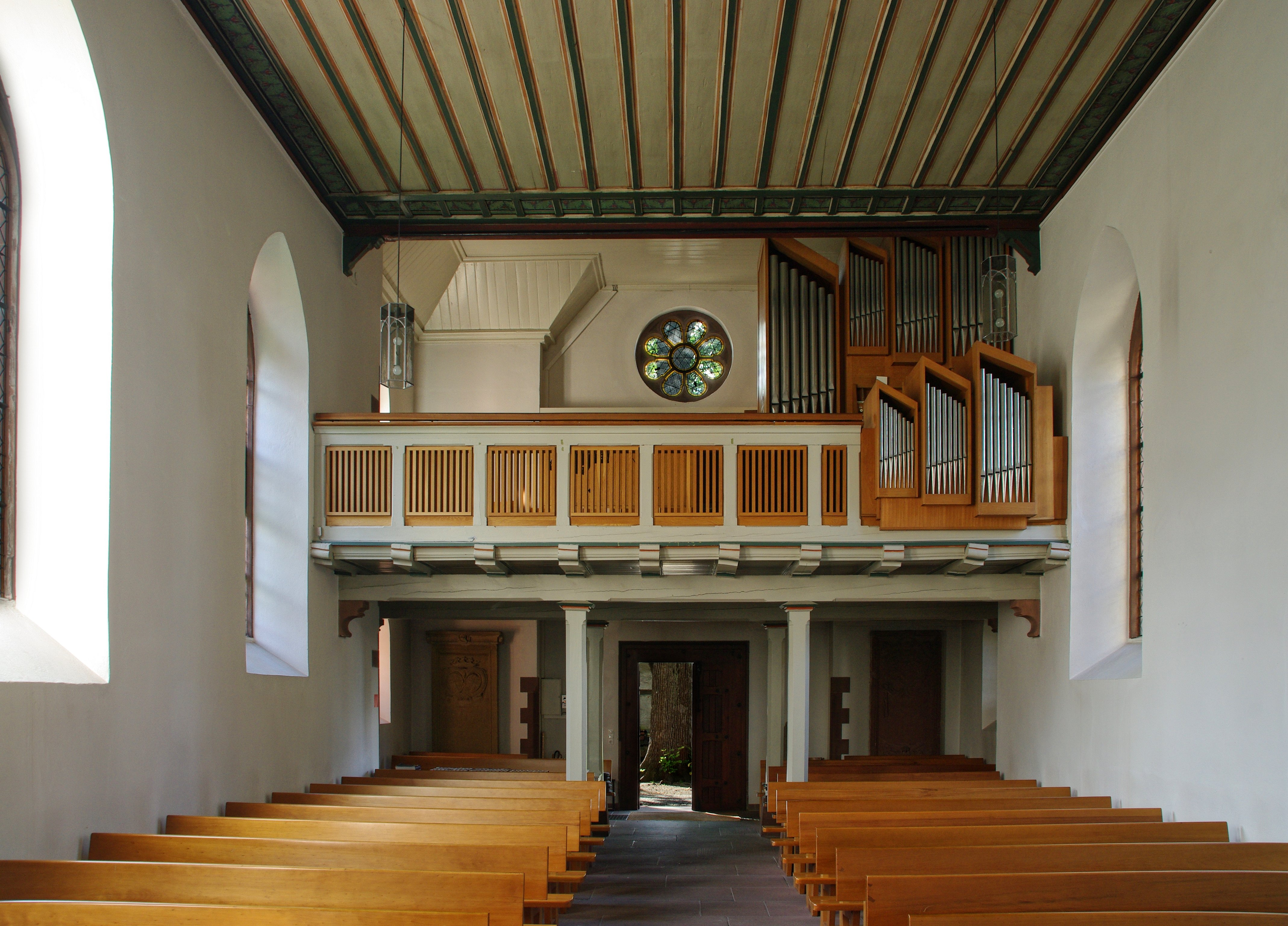
Die Empore mit Orgel

| Nr. | Name              | Gussjahr | Durchmesser | Gewicht | Schlagton | Inschrift                        |
| --- | ----------------- | -------- | ----------- | ------- | --------- | -------------------------------- |
| 1   | Christusglocke    | 1954     | 775 mm      | 253 kg  | c″ -1     |                                  |
| 2   | Melanchthonglocke | 1954     | 666 mm      | 177 kg  | es″ -1    |                                  |
| 3   | Gallusglocke      | 1960     |             |         | f″        | Ein Herr, ein Glaube, eine Taufe |

### Inneres
Der schlichte Kirchensaal hat eine flache Holzdecke und wird von drei Spitzbogenfenstern auf jeder Seite belichtet. Vor dem gotischen Chorbogen, der das Kirchenschiff vom polygonalen Chor trennt, ist die Kanzel angebracht, die über eine kleine Treppe zu besteigen ist.
In der Sakristei, welche sich im Fuß des Turms befindet, steht eine Heiligenstatue des St. Gallus. Die historischen Fresken sind weiß übertüncht worden.
1962 wurden im Chor der Kirche farbige Glasfenster des Freiburger Künstlers Hans Baumhauer eingesetzt.
Der von einer Mauer umgebene Kirchfriedhof wurde 1842 ausgesiedelt. Dabei wurden viele alte Grabplatten gefunden, die jetzt teilweise in der Kirche zu sehen sind.
Die Orgel wurde 1974 von der Manufaktur Muhleisen aus Straßburg eingebaut und 1998 restauriert. Das auf der Empore asymmetrisch seitlich platzierte Instrument verfügt über 18 Register auf zwei Manualen und Pedal und ersetzt ein Orgelpositiv der Firma E. F. Walcker & Cie. von 1958.